# Rancho de los Audelo
Rancho de los Audelo är en ort i Mexiko.   Den ligger i kommunen San Pedro Ixtlahuaca och delstaten Oaxaca, i den sydöstra delen av landet, 400 km sydost om huvudstaden Mexico City. Rancho de los Audelo ligger 1 615 meter över havet och antalet invånare är 377.
Terrängen runt Rancho de los Audelo är kuperad åt sydost, men åt nordväst är den platt. Terrängen runt Rancho de los Audelo sluttar österut. Runt Rancho de los Audelo är det mycket tätbefolkat, med 3 494 invånare per kvadratkilometer. Närmaste större samhälle är Oaxaca de Juárez, 7,8 km öster om Rancho de los Audelo. Trakten runt Rancho de los Audelo består till största delen av jordbruksmark.